# Combat Records
Combat Records är ett amerikanskt skivbolag som bildades 1983, känt för att ha gett ut album av hård- och punkrocksartister som Megadeth, Abbatoir, Circle Jerks, Forbidden, Nuclear Assault, Possessed, Death, Dark Angel, OZ, Crumb Suckers och  Exodus.